# Алиса Намюрская
Алиса Намюрская (1109 или 1116 — 1 июля 1169, Валансьен) — дочь графа Намюра Жоффруа I и его жены Эрмезинды, дочери графа Люксембурга Конрада I.

## Жизнь
Около 1130 года отец выдал Алису замуж за Балдуина IV де Эно. Гилберт де Монс описал её как женщину, имевшую «изящное тело и красивое лицо». Её сын стал наследником Намюра, когда её брат Генрих IV Люксембургский умер в 1196 году, не оставив наследника.
Она была похоронена в Соборной церкви Святой Вальтруды.

## Дети
У Алисы было девять детей:
- Бодуэн (умер ребёнком)[8]
- Готфрид, граф Остервант (ум. 1159 или 1161, в возрасте 16 лет), женат на 15-летней Элеоноре де Вермандуа, не имел наследников[8]
- Бодуэн V (1150—1195), граф Геннегау
- Вильгельм, сеньор де Шато-Тьерри в графстве Намюр, женат в первом браке на Маго де Лолен, во втором — на Авой де Сен-Сов
- Генрих, сеньор де Себура, Ангре и Ле-Фей, женат на Жанне де Кисин[8]
- Иоланда, замужем первым браком за Ивом II, графом Суассона, вторым браком — за Гуго IV[9]
- Агнеса Хромая, замужем за Раулем де Куси[9]
- Лоранс (ум. 9 августа 1181), замужем первым браком за Дитрихом Гентским, вторым браком (вскоре после 1171) — за Бушаром V де Монморанси[9]
- Эсташ, пробст церкви св. Вальтера в Монсе (ум. после 1198).